# 香川県道14号屋島公園線
香川県道14号 屋島公園線（かがわけんどう14ごう やしまこうえんせん）は、香川県高松市を通る主要地方道（香川県道）である。

## 概要
屋島山上の屋島寺山門（仁王門）前から南下する本道路は、山麓まで歩行者専用道路であり、自動車・自転車は通行できない。麓の車止めを南下すれば、道路西側の屋島小学校の正門前に至る。さらに南下すると、道路東側で高松市屋島出張所・屋島コミュニティセンターの入口道路と交差する。道なりに南進すれば、高松琴平電気鉄道志度線の踏切前の三差路に出合う。踏切を越えた東側に屋島競技場がある。屋島競技場が隣接する相引川を渡れば国道11号と交差する百石交差点で、本道路の終点となる。
本道路は、屋島寺への表参道で、国土交通省の「四国のみち」に指定される。お遍路さんの遍路道である。登山愛好者は、屋島登山道と呼称する。
国指定の史跡および天然記念物「屋島」の指定地内を通り、住宅地を過ぎた登山口からの歩行者専用道路は、瀬戸内海国立公園の指定地内を通る。
古来から、歩行者が山上へ行き来できた、唯一の公道であった。しかし、2018年5月、山上へ通じる自動車道が、屋島スカイウェイ（高松市道 屋島東町38号線）として供用を開始した。供用開始の自動車道は、歩行者・自転車なども通行可能である。
「屋島公園線」という路線名は、屋島が瀬戸内海国立公園の一部であることに由来している。

### 路線データ
- 起点：香川県高松市屋島東町字峯大谷（屋島寺山門前石段下）[16]
- 終点：香川県高松市屋島西町字百石（屋島西町交差点、国道11号交点、香川県道30号塩江屋島西線終点）[16]
- 距離：2.461 km[16]

## 歴史
- 1954年（昭和29年）1月20日 - 建設省が県道屋島高松線の一部を主要地方道屋島公園線として指定[1]。
- 1993年（平成5年）5月11日 - 建設省から、県道屋島公園線が屋島公園線として主要地方道に再指定する[17]。

## 路線状況

### 道路施設

#### 橋梁
- 源平橋[注釈 5]（相引川）

## 地理

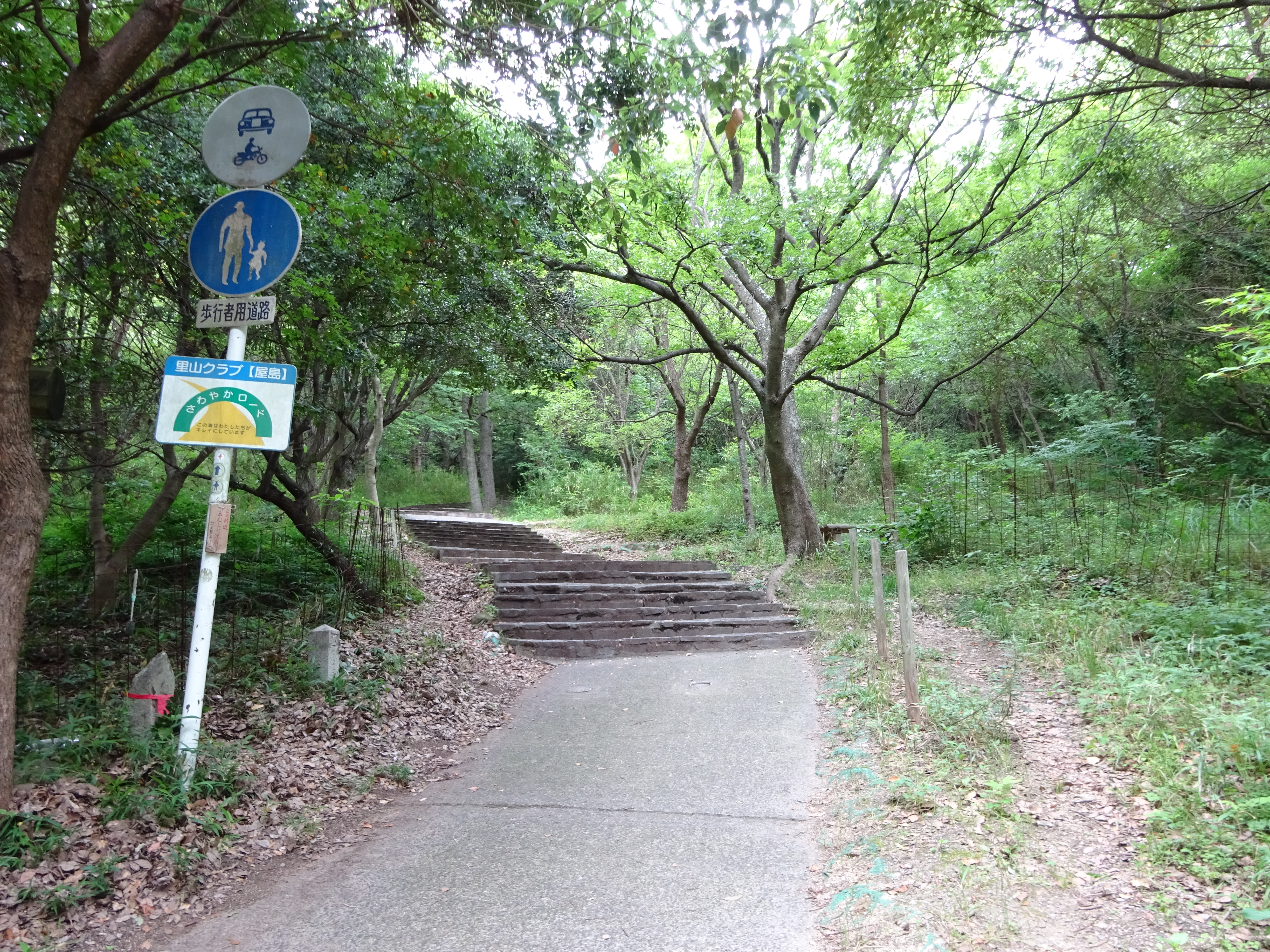
歩行者用道路の表示板

### 通過する自治体
- 高松市

### 交差する道路
| 交差する道路                                                             | 交差する場所 | 交差する場所          |
| ------------------------------------------------------------------------ | ------------ | --------------------- |
| 国道11号 香川県道30号塩江屋島西線 香川県道150号屋島停車場屋島公園線 重複 | 屋島西町     | 屋島西町交差点 / 終点 |

### 交差する鉄道
- 高松琴平電気鉄道志度線 - 「屋島踏切」[注釈 5]（屋島競技場の正門前道路の北側）

### 沿線
- 四国八十八箇所霊場 第84番札所 屋島寺
- 屋島レクザムフィールド

## ギャラリー

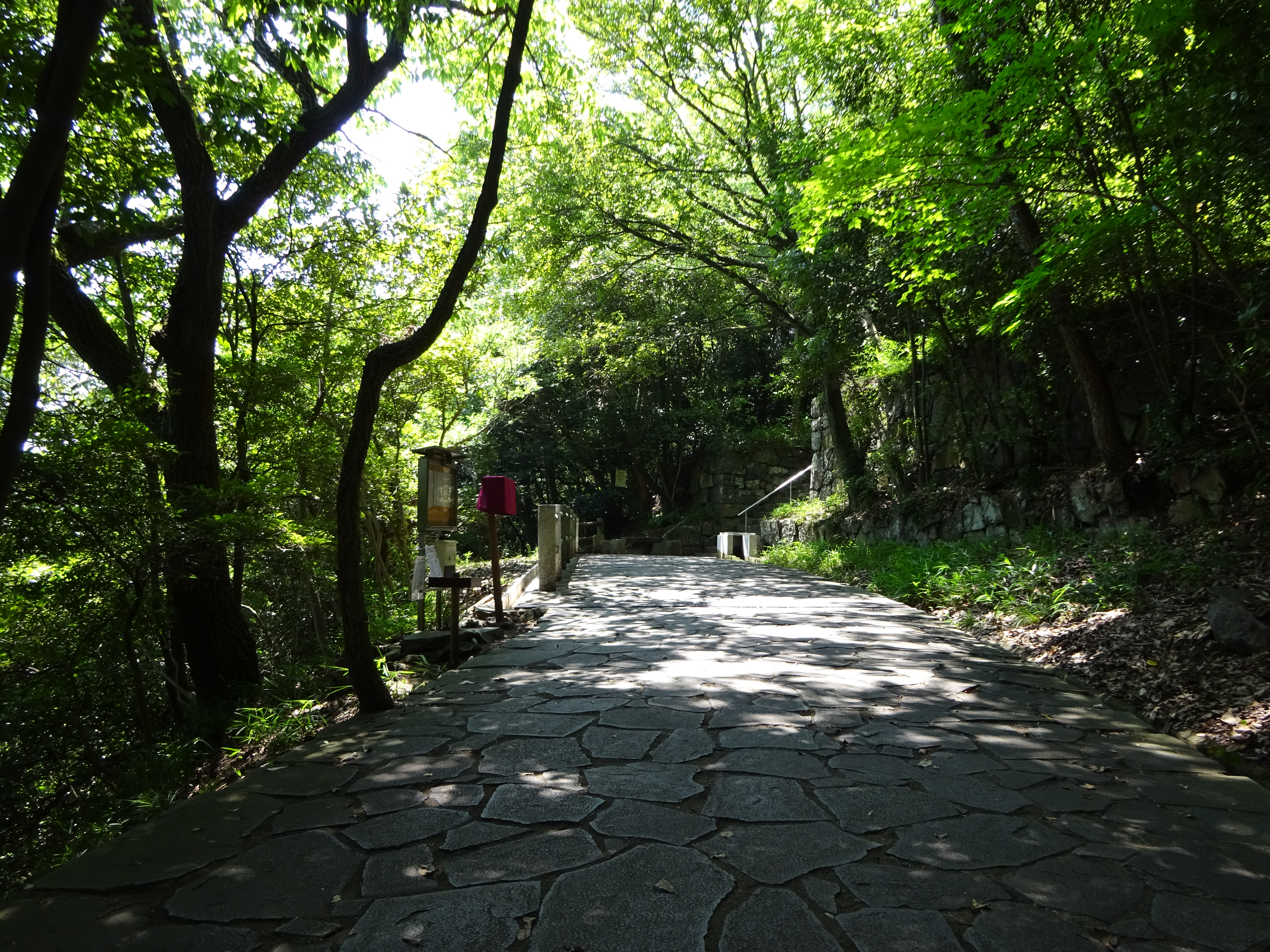
起点の山門前
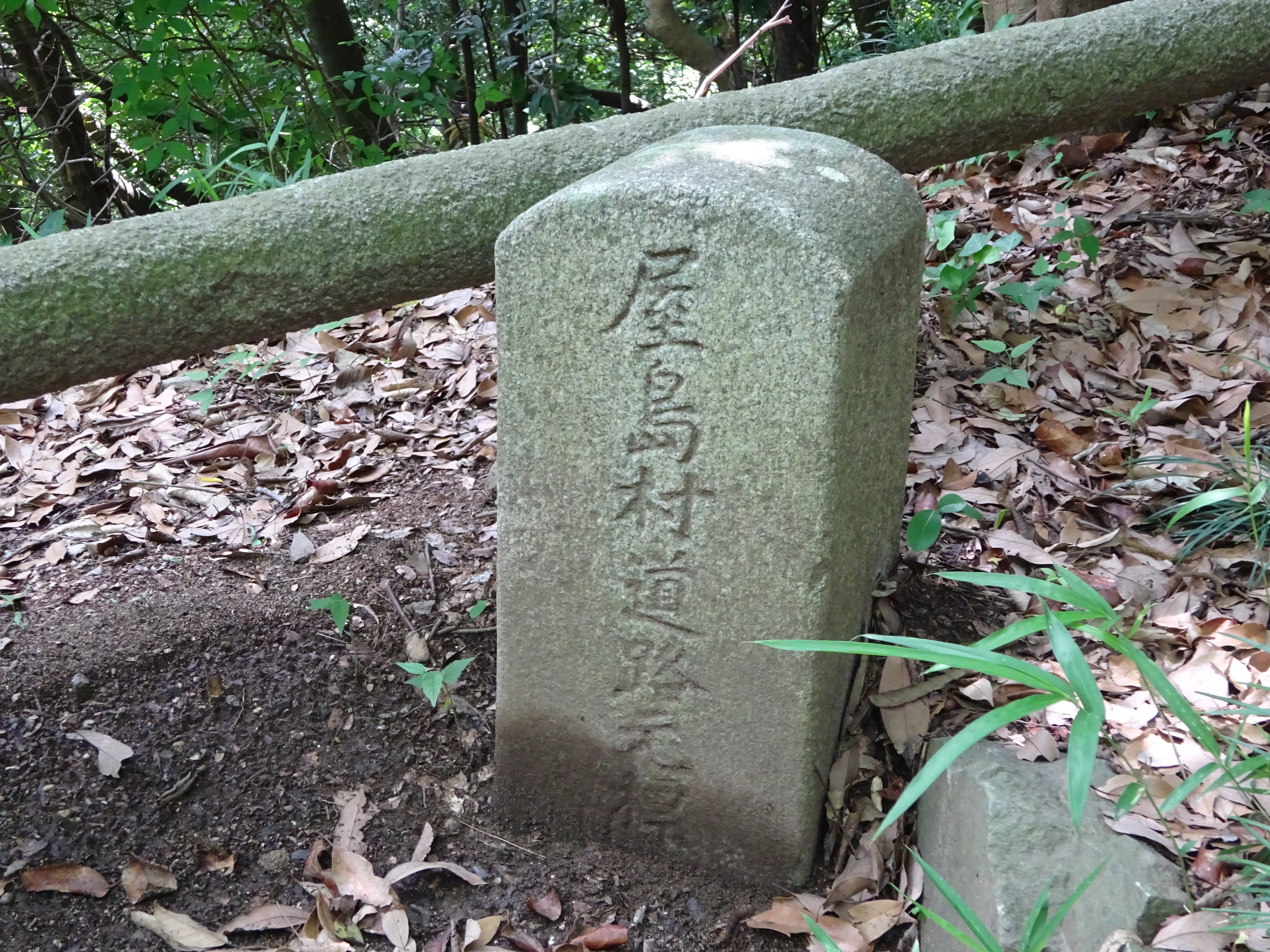
屋島村道路元標
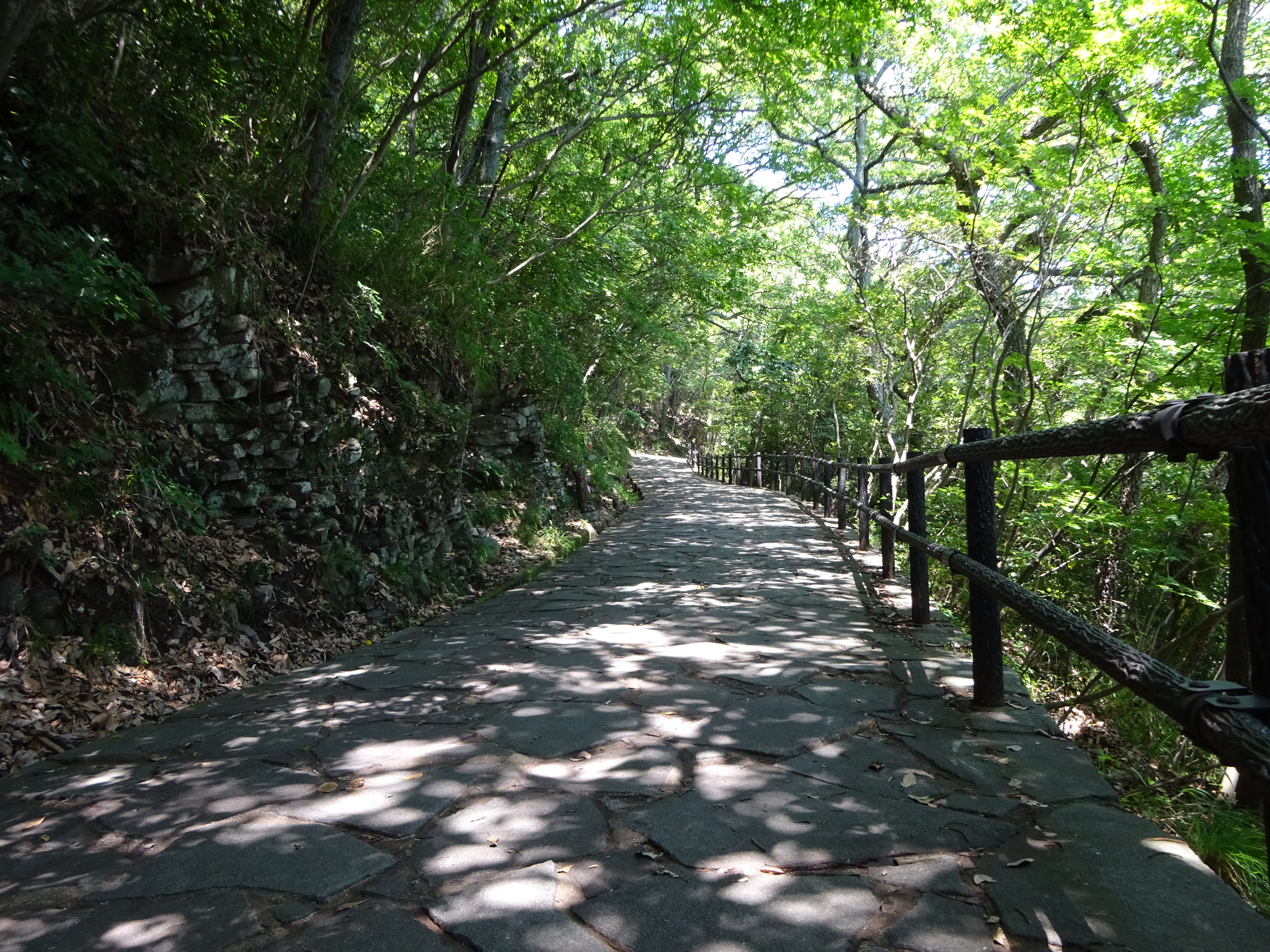
起点の下流付近
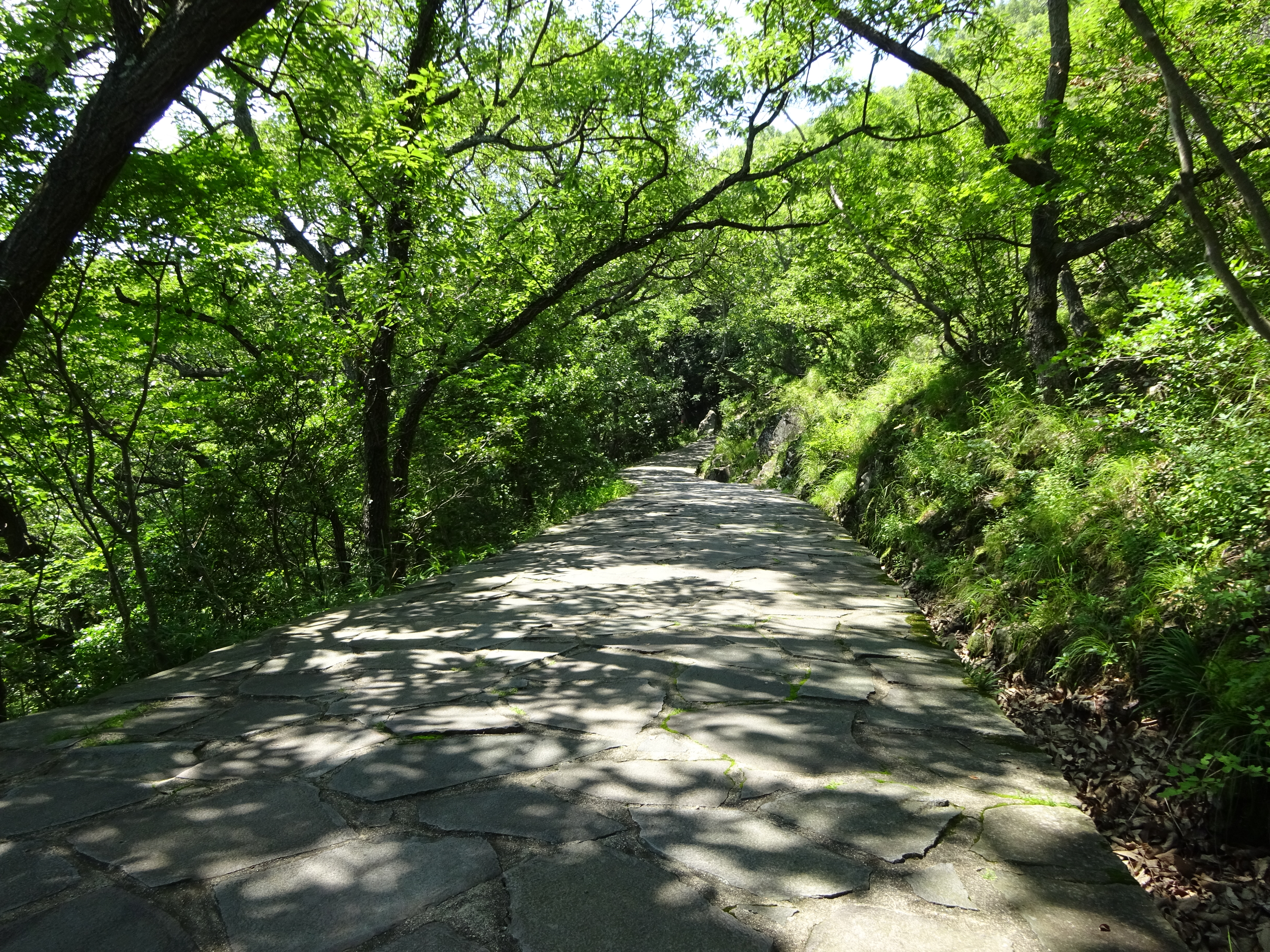
畳石上流付近
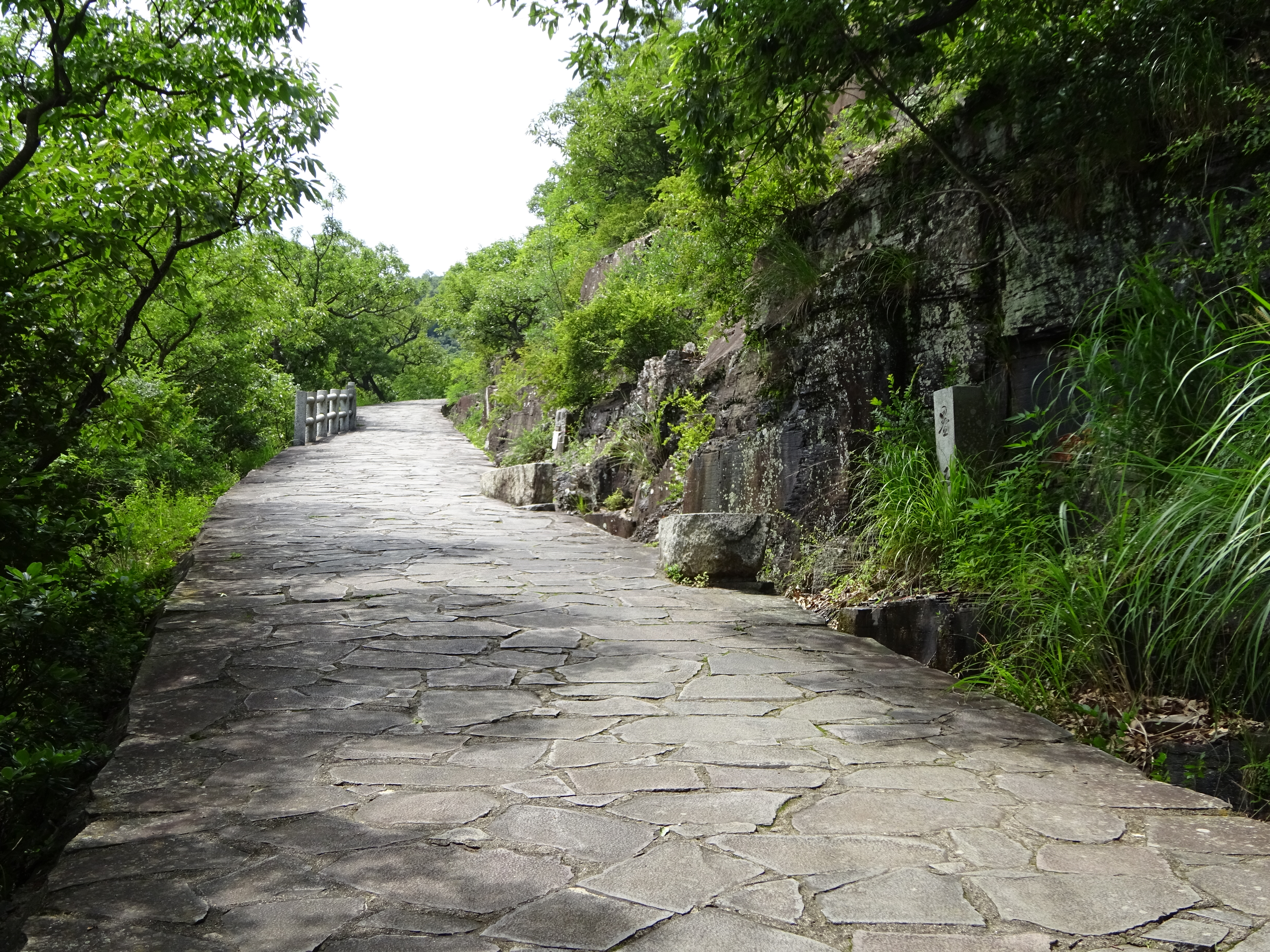
畳石（たたみいし）
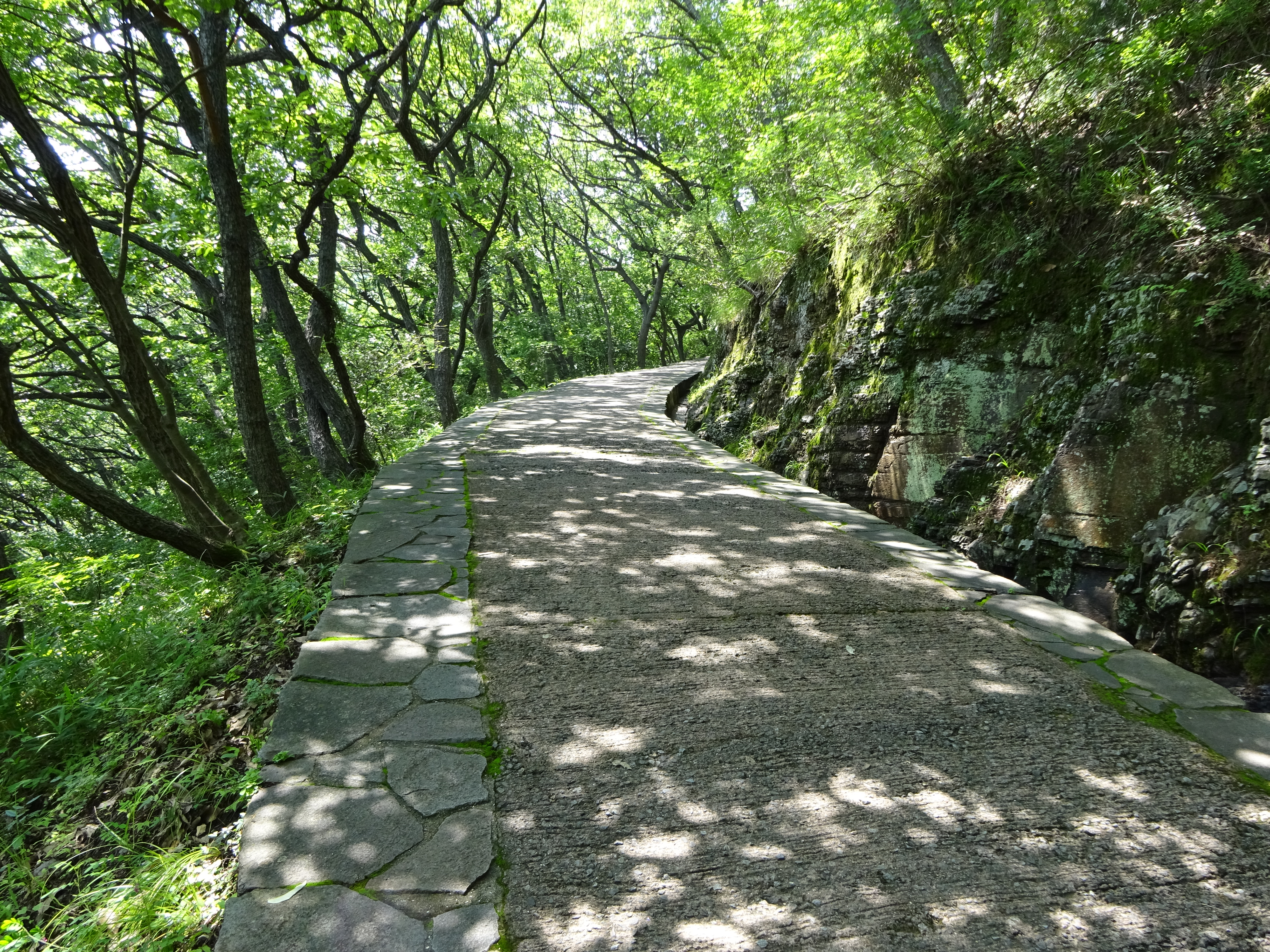
畳石下流付近
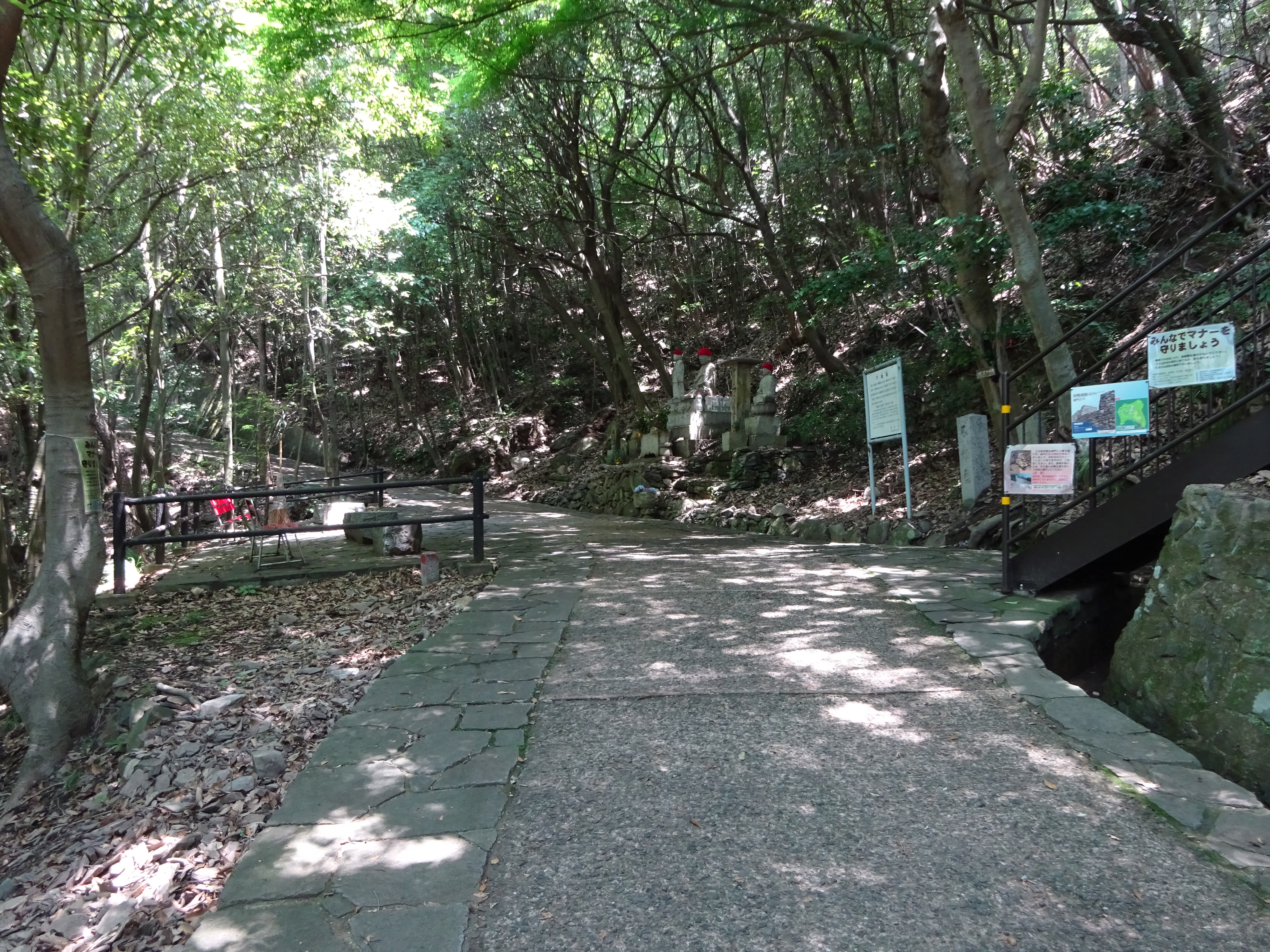
不喰梨（くわずのなし）
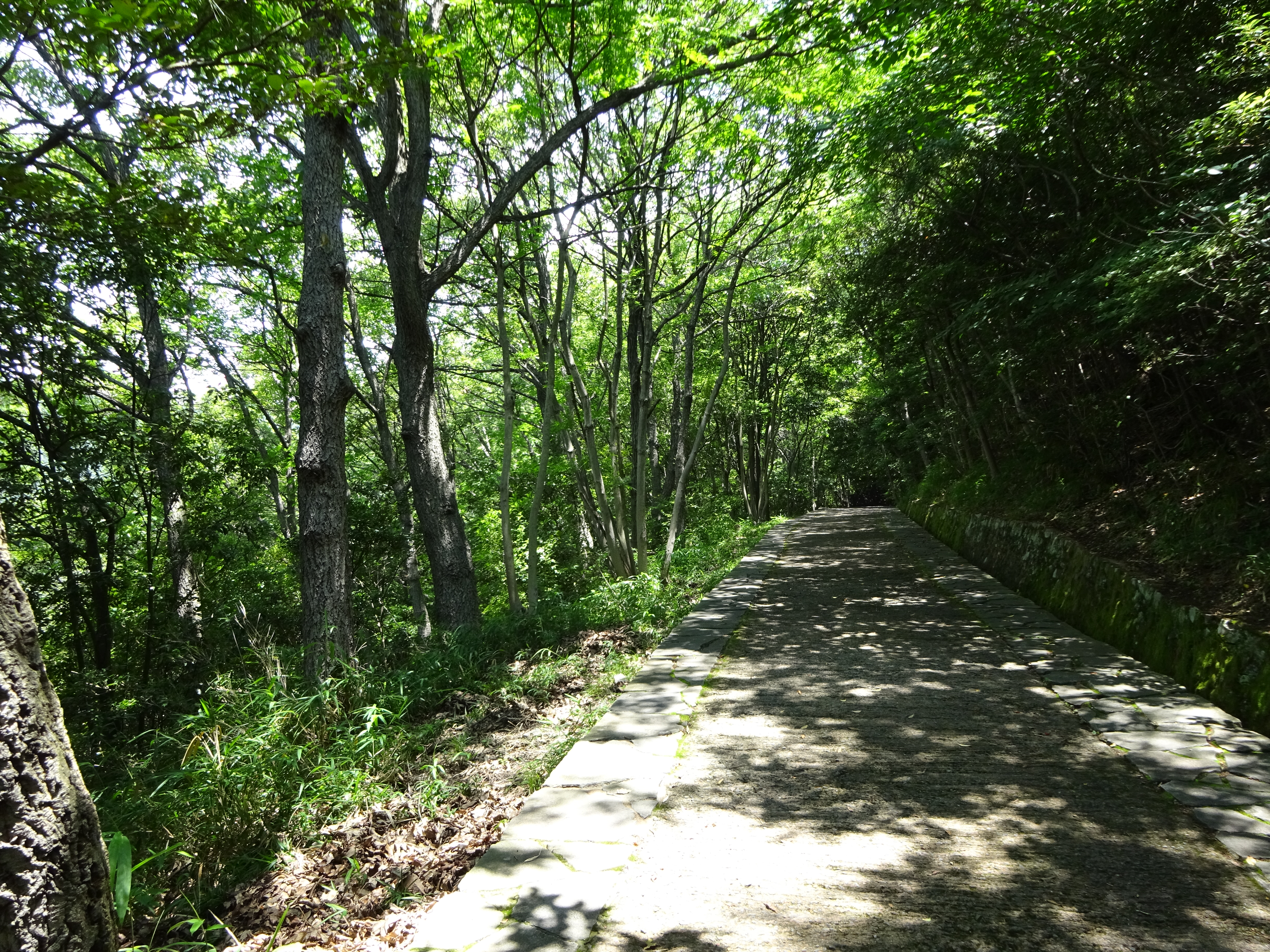
不喰梨の下流付近
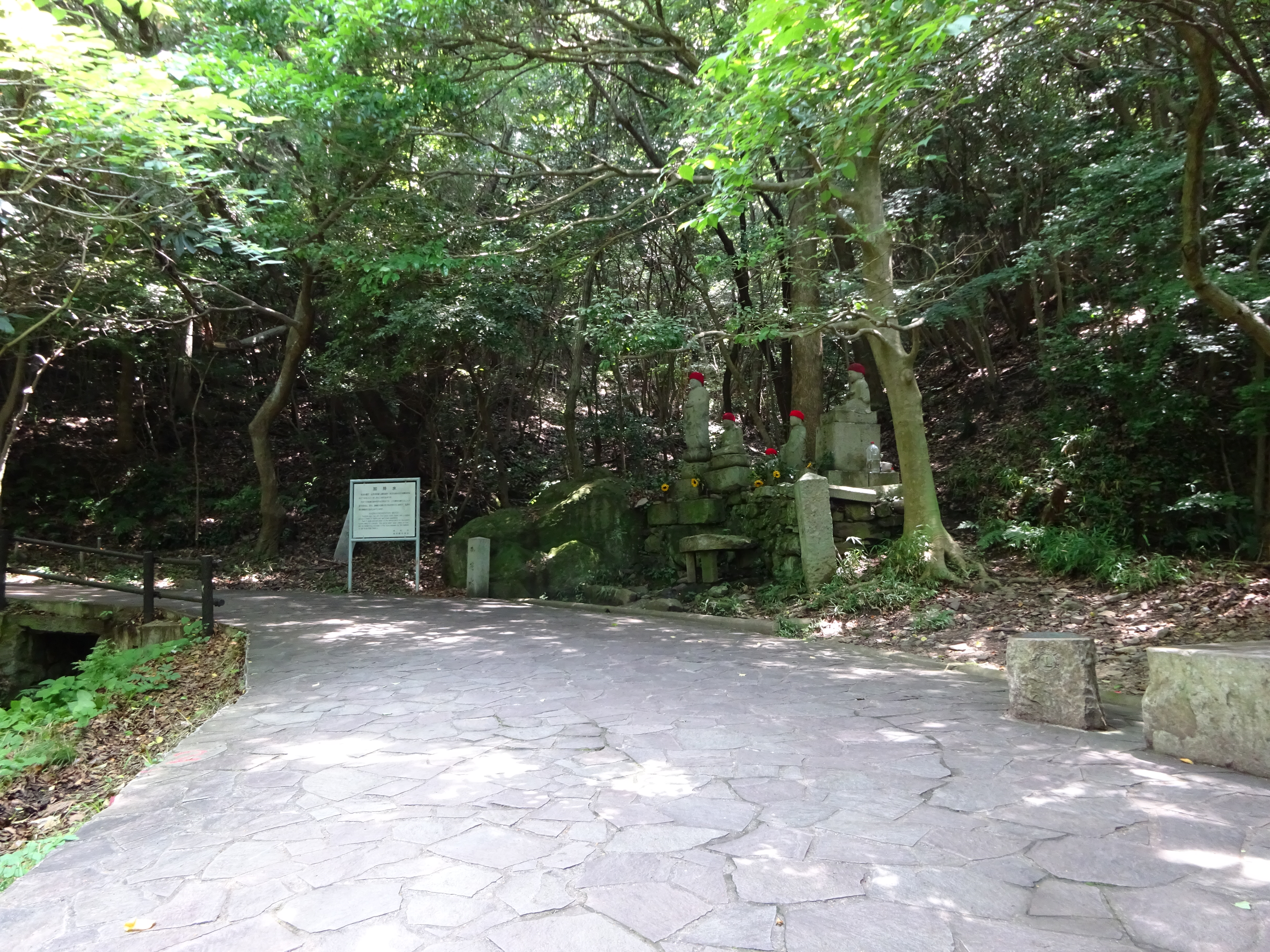
加持水（かじすい）
加持水下流の車止め
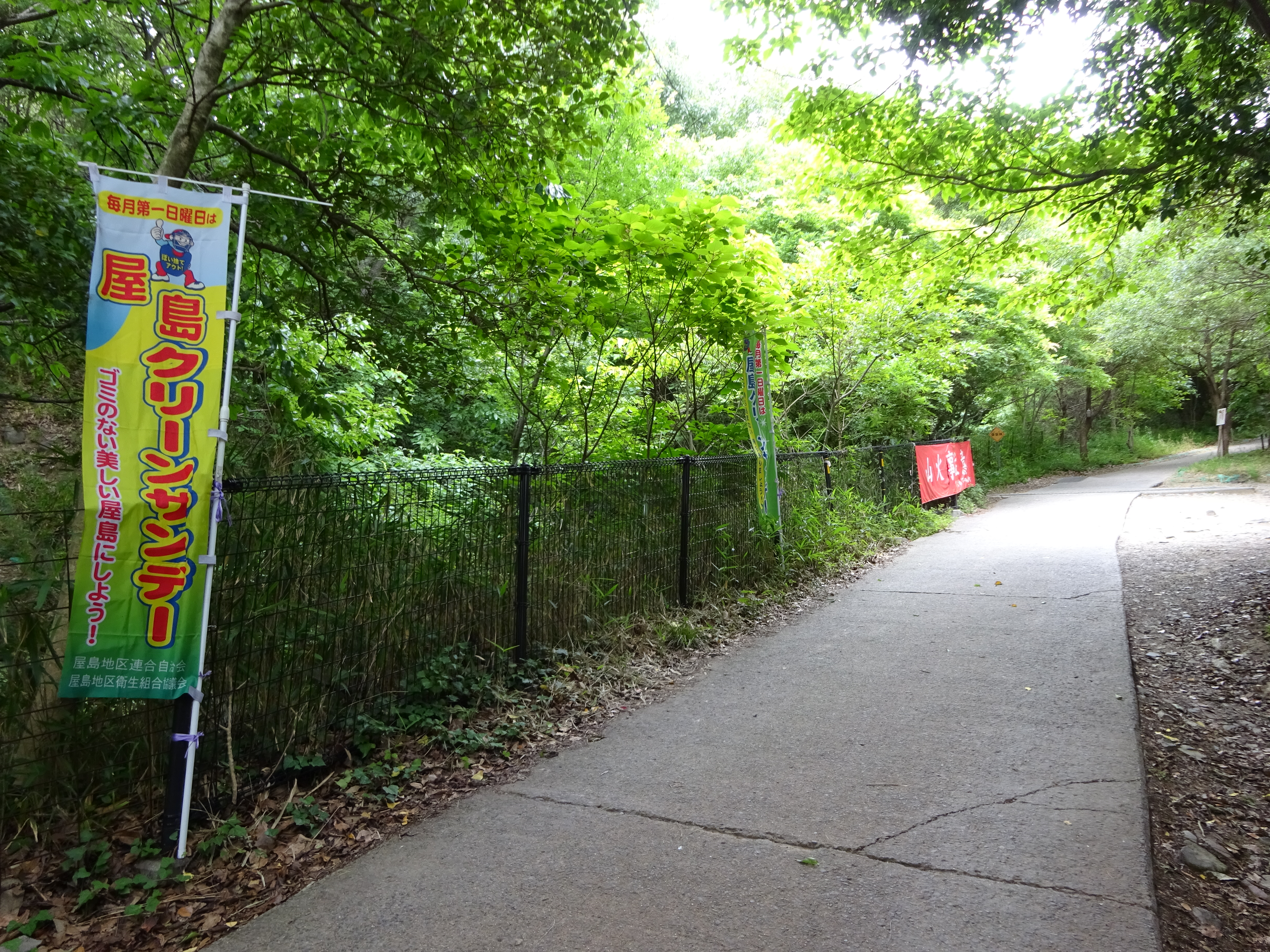
登山口
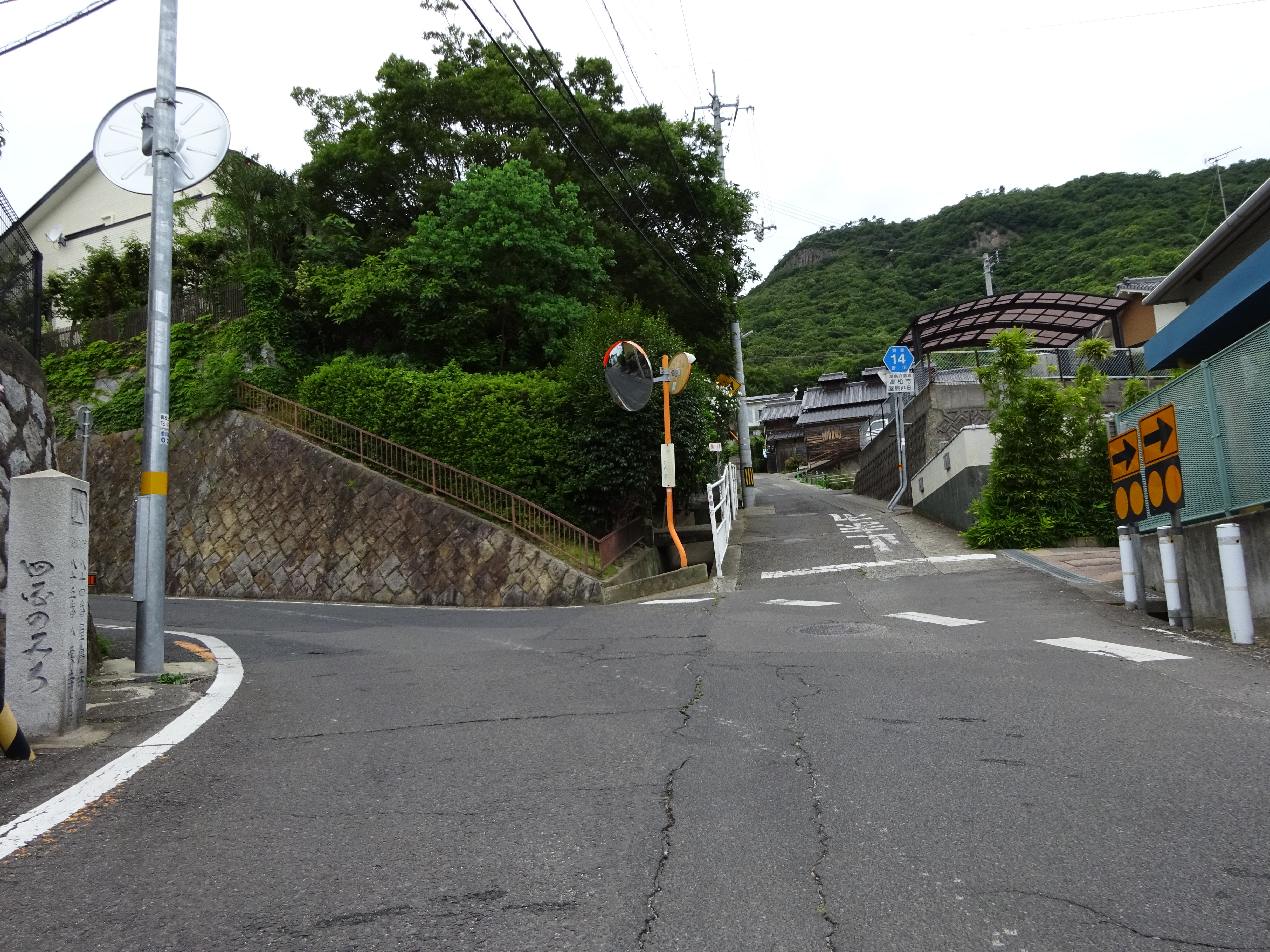
四国のみち石標前
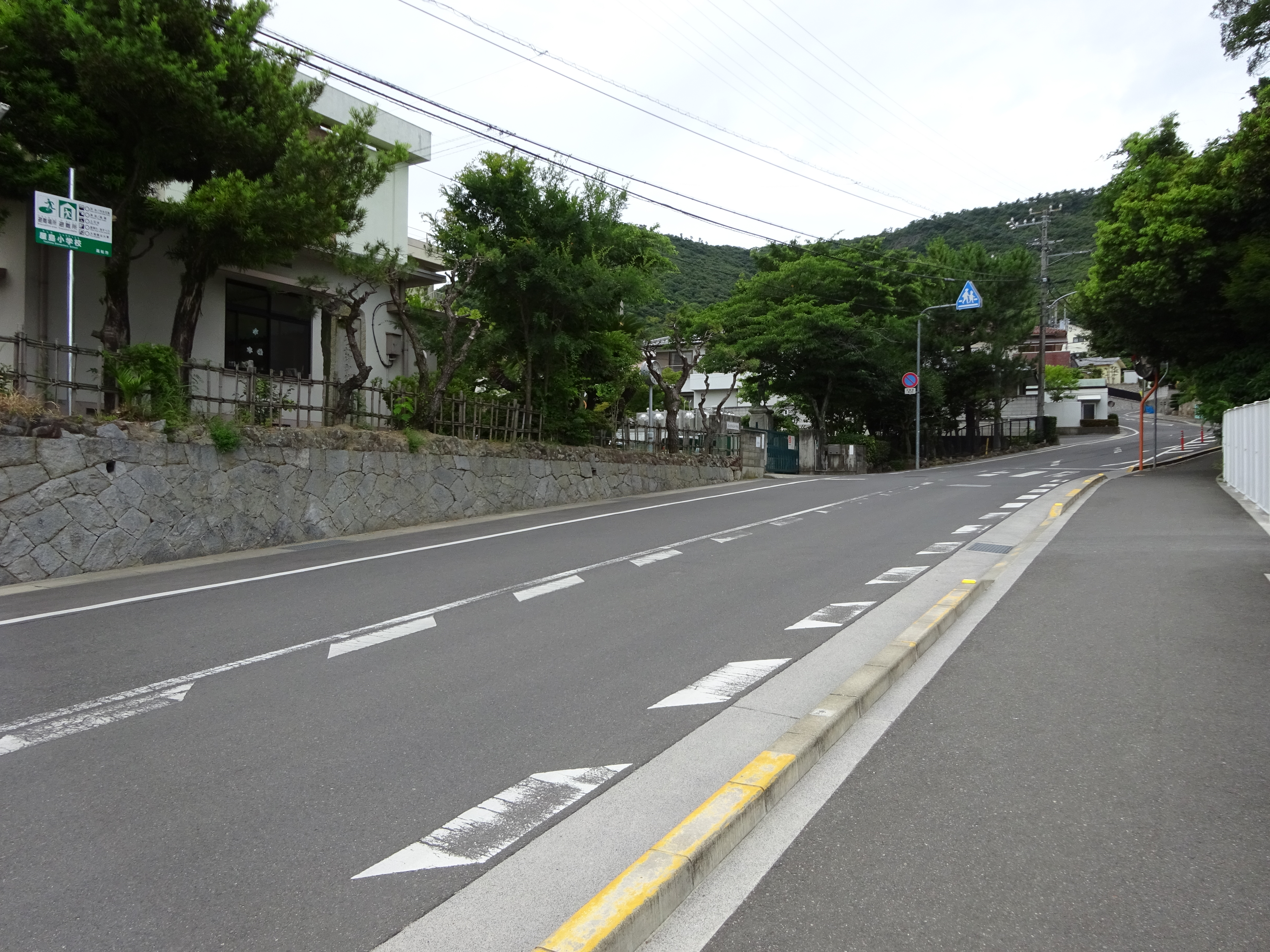
屋島小学校前
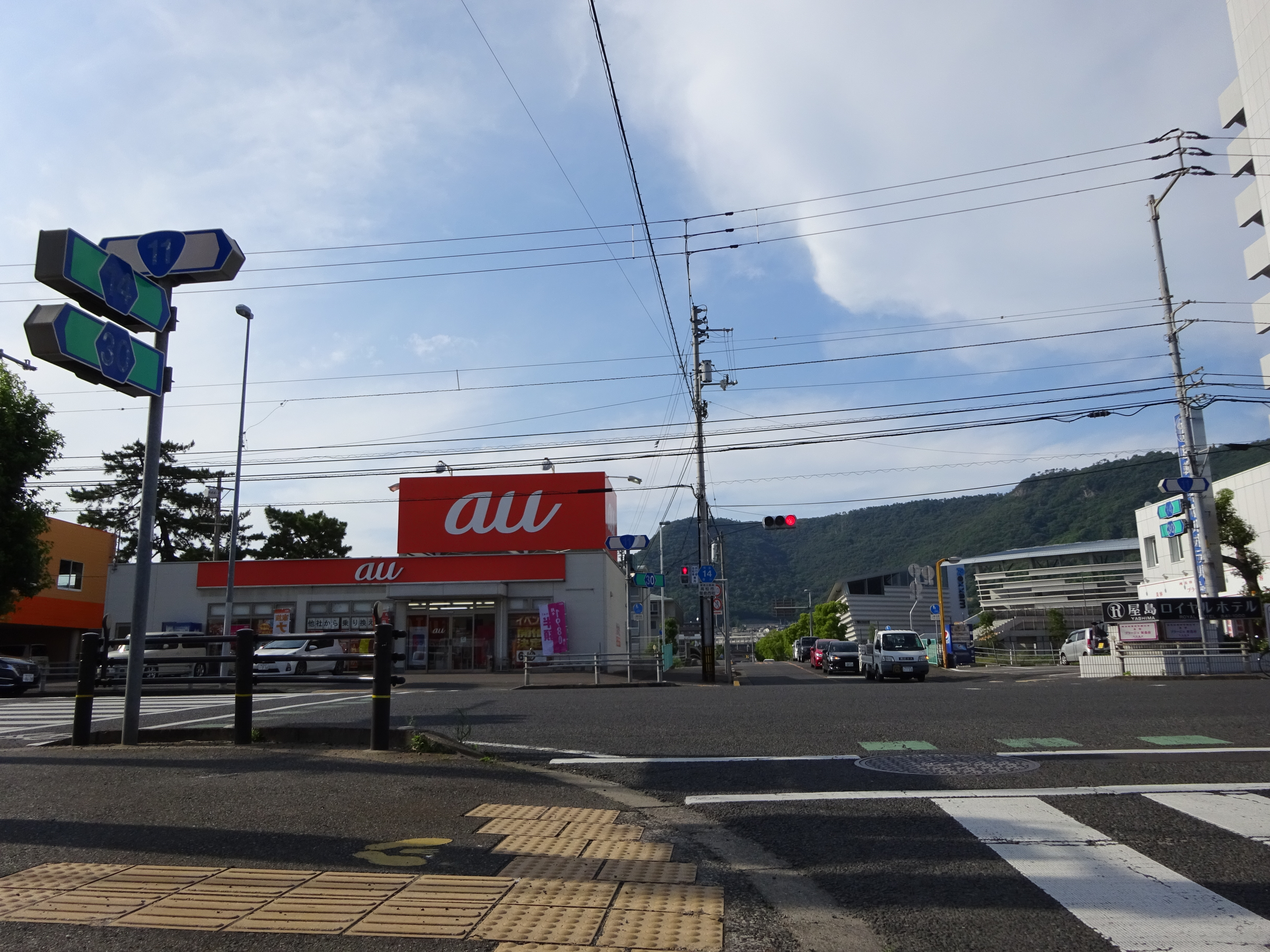
終点の百石交差点